# Сіндбад і око тигра
«Сіндбад і око тигра» (англ. Sindbad And The Eye Of The Tiger) — американський фентезійний пригодницький фільм 1977 року режисера Сема Вонамейкера. Завершальний фільм трилогії про Сіндбада, створеної продюсером Чарлзом Г. Шніром і майстром спецефектів Реєм Гаррігаузеном. Продовження фільмів «Сьома подорож Сіндбада» і «Золота подорож Сіндбада».

## Сюжет
Легендарний Сіндбад прибуває в країну Чарок, щоб просити у принца Касима руку його сестри, прекрасної принцеси Фари. Та в цей час в столиці лютує чума, а зупинившись все-таки погостювати, Сіндбад виявляє, що подане йому вино отруєне. Коли злочинний задум викривається, з'являється відьма, що насилає на прибулих чудовиськ, схожих на людиноподібних комах. Сіндбаду вдається знайти Фару та втекти з нею та командою на корабель.
Фара розповідає, що мачуха Касима, відьма Зенобія, перетворила принца на бабуїна, щоб звільнити місце майбутнього каліфа для свого сина Рафі. Сіндбад і Фара везуть зачарованого Касима на острів, де живе чарівник-грек Мелантій, щоб той розчаклував принца. Та шлях туди оточений рифами, а на острові, за легендами, живуть людоїди. Сіндбад, однак, готовий ризикнути аби відновити справедливість. Зенобія з Рафі створюють бронзового мінотавра, щоб той служив гребцем на їх кораблі, та вирушають навздогін.
Корабель Сіндбада причалює до острова, мандрівники знаходять там палац, де зазнають нападу аборигенів. Коли Сіндбад розповідає їх очільниці Діон про пошуки мудреця, вона відводить мандрівників до Мелантія — свого батька. Мудрець читає їхні думки та погоджується допомогти. Він радить вирушити в північну країну Гіперборею, де розташований храм з джерелом могутньої магії. В цей час корабель Зенобії застрягає серед скель і дізнається про задум Сіндбада. Відьма з допомогою зілля перетворюється на чайку та проникає на судно Сіндбада, щоб завадити подорожі. Касим помічає її, завдяки чому Мелантій схоплює відьму та садить її в банку. Він випробовує її зілля на осі, котра виростає. Поки мудрець відбивається від неї, Зенобія тікає, та зілля не вистачає, щоб перетворитись на людину. Одна нога відьми залишається пташиною.
Сіндбад з командою припливають в оточену льодами Гіперборею. На них нападає велетенський морж, від якого вдається відбитись. Мандрівники досягають теплої місцини біля храму, але там, як виявляється, живе велетень-троглодит. Команда лякається його, та Мелантій доводить, що троглодит миролюбний. Він навіть дружиться з Касимом та приводить до храму в вигляді піраміди.
Відьма при допомозі мінотавра першою проникає в піраміду. В спробі вбити Касима гине Рафі. Бабуїна поміщають до сяйва в центрі піраміди, що перетворює мавпу на людину. Зенобія вселяється в шаблезубого тигра, щоб помститись. Троглодит приходить на допомогу, а Сіндбад добиває тигра. Піраміда обвалюється, але всі встигають втекти з неї.
Згодом Касима коронують, а Сіндбад одружується на Фарі.

## В ролях
| Актор            | Роль          |
| ---------------- | ------------- |
| Патрик Вейн      | Сіндбад       |
| Джейн Сеймур     | принцеса Фара |
| Дамієн Томас     | принц Касим   |
| Патрік Траутон   | Мелантій      |
| Тарін Павер      | Діон          |
| Маргарет Вайтинг | Зенобія       |
| Курт Крістіан    | Рафі          |

## Цікаві факти
- Частина фільму була знята в Йорданії, в стародавньому місті Петра. Згодом там само було знято фільм «Індіана Джонс і останній хрестовий похід».
- У деяких епізодах Мінатона грав живий актор — Пітер Мейг'ю, причому це був його дебют.
- Актор Курт Крістіан, який зіграв Рафі, знімався також у попередньому фільмі трилогії — «Золота подорож Сіндбада», в ролі Гаруна.